# Msheireb
Msheireb (in arabo مشيرب) è una stazione della metropolitana di Doha posta all'incrocio tra le linee Oro, Rossa e Verde.

## Storia
La stazione è stata inaugurata l'8 maggio 2019, come parte della prima tratta della linea Rossa. Il 21 novembre 2019 è stata aperta al pubblico la stazione della linea Oro. Dal 10 dicembre 2019 è servita anche dalla linea Verde.

## Servizi
La stazione dispone di:
- Biglietteria automatica
- Negozi
- Ristorante
- Servizi igienici
- Sala preghiera

## Interscambi
La stazione è servita dalla rete autobus gestita da Mowasalat.
- Fermata autobus